# Zorocrates chamula
Zorocrates chamula är en spindelart som beskrevs av Norman I. Platnick och Darrell Ubick 2007. Zorocrates chamula ingår i släktet Zorocrates och familjen Zorocratidae. Inga underarter finns listade i Catalogue of Life.